# 海潮 (沙畫師)
海潮（英語：Choy Kam Chiu，1975年1月13日—），原名蔡錦潮，香港首位沙畫師、跨媒體藝術家。他亦是本地少數懂得自製木造木偶的木偶師。同時參與演員、導演、舞者和工作坊導師的工作。海潮於2010年因於歌手陳奕迅的音樂錄像《一絲不掛》中作沙畫演出而開始為人認識。

## 背景
海潮早年於九龍城寨生活，家有兩名兄弟，父親為一名大排檔掌廚。他分別畢業於位於九龍城的樂善堂小學（1987年第38屆小六）和賽馬會官立中學（1992年第28屆中五）。就讀賽馬會官立中學時曾因長相不好而被警察查核身份證；因其個人喜歡海洋，所以便取「海潮」為藝名。海潮中學畢業後當過建築模型設計師、侍應，後來兼做電視台的製作助理和報紙插畫師。又當上職業演員。之後再在香港演藝學院舞台及製作藝術學院科藝製作系修讀了兩年道具設計文憑課程。海潮於2004年在南丫島創辦了「全劇場」，以木偶戲、沙畫以及舞蹈作為表演。他所創立的劇場曾在中國內地、澳門、台灣、英國、新加坡、泰國、韓國和加拿大巡迴演出。
海潮在2008年開始自學沙畫。自2009年起作公開的沙畫演出。他於2010年因於歌手陳奕迅的音樂錄像《一絲不掛》中作沙畫演出而開始為人認識。2011年獲當時的無綫電視監製戚其義邀請為電視劇《心戰》每一集的結尾畫沙畫。戚其義本來屬意海潮教授劇中的女主角畫沙畫。但經洽談之後決定由海潮本人親自演出。海潮自1990年代起參與藝術創作。他在2016年以首項沙動畫創作「紅雞蛋」獲創新及科技局頒發「香港資訊及通訊科技獎 最佳數碼娛樂（電腦動畫及視覺特效）銀獎」。其作品更入圍逾10個國際電影節如「2016 香港 Arthouse 影展」、「2016 倫敦 TMC 影展」、「2016 蒙特婁 Animaze 國際動畫影展」、「2016 布魯克林電影節」以及「2016 臺中國際動畫影展」。他翌年獲藝術發展局撥批資助，開展「海潮 x 天比高沙動畫創作計劃」教授沙畫技術。而他早於2014年已被政府邀請為政府新聞處拍攝《沙畫話香江》宣傳短片，以沙畫藝術向外地的觀眾介紹香港的著名旅遊景點和城區生活。此外，他舉辦過一些工作坊教授木偶製作，如於港大同學會書院擔任駐校藝術家教導學生木偶工藝。
海潮現時除了於本地推廣沙畫藝術之外，還會與外國的藝術家合作，推廣沙畫創作。例如他於2018年為法國鋼琴二重奏組合「耶提可二重奏」（Duo Játékok）伴畫，介紹梁山伯與祝英台的故事。此外，他也會舉辦沙畫展展示沙畫藝術。

## 個人生活
海潮曾有一段婚姻。他的前妻為加拿大籍舞者、演員兼著名配音員 Maggie Blue O'Hara。二人育有一名女兒，於2010年在加拿大出生。

## 演出作品

### 電視劇
- 1994年：《屋簷下》〈少男少女〉 飾 馬騮（香港電台）[26]

### 綜藝節目
- 2010年：《頭條新聞》（香港電台）[註 3]
- 2012年：《心戰》劇集結尾沙畫演出（無綫電視）[27]
- 2012年6月13日：《今日VIP》第115集（無綫電視）
- 2012年：《一手造成》第7集 - 〈佳偶天成〉（無綫電視）[28]
- 2013年：《激優一族》第252集 - 〈男士設計的女性內衣〉（無綫電視）[29]

### 節目嘉賓
- 2018年：《文化廣場》（12月16日）

## 外部連結
- 海潮藝術工作室的Facebook專頁
- Choy Chiu的Instagram帳戶
- 香港浸會大學新聞系《新報人》第四期 一月號〈光與影的世界 沙畫〉，第19至21頁，2014年
- 紅雞蛋 Red Egg 導演: 蔡錦潮[永久]
- 沙畫家：沙畫是舞臺藝術不只是畫，唐人電視，2011年10月30日 （页面存档备份，存于）